# Das Mädchen aus der Unterwelt
Das Mädchen aus der Unterwelt (Originaltitel: Party Girl) ist ein US-amerikanischer Gangsterfilm und ein Melodram von Nicholas Ray aus dem Jahr 1958.

## Handlung
Chicago zu Beginn der 1930er Jahre: Auf einer Party des Gangsters Rico Angelo lernt Tänzerin und „Party Girl“ Vicki Gaye Ricos Anwalt Tommy Farrell kennen. Obwohl Tommy sie anfangs wegen ihres Berufs herablassend behandelt und sie seine Tätigkeit für Rico verurteilt, verlieben sich die beiden ineinander. Tommy ist seit einem Unfall in seiner Kindheit gehbehindert und auf einen Krückstock angewiesen. Nach einer mit einer langwierigen Heilung verbundenen Hüftoperation bessert sich sein Zustand allmählich. Als auch seine von ihm getrennt lebende Frau in die Scheidung einwilligt, beschließt Tommy, mit Vicki an einem anderen Ort ein neues Leben zu beginnen. Rico will Tommy jedoch nicht freigeben und verlangt, dass er die Verteidigung seines neuen Geschäftspartners Cookie La Motte übernimmt. Nach dem wegen Bestechung geplatzten Prozess lässt Rico Cookie beseitigen; Tommy, der Zeuge des Mordes ist, wird verhaftet und von dem politisch ambitionierten Staatsanwalt Jeffrey Stewart gezwungen, gegen Rico auszusagen. Rico lässt Vicki entführen und droht, ihr Gesicht mit Säure zu verunstalten, wenn Tommy nicht seine Aussage zurückzieht. Die im letzten Moment in Ricos Unterschlupf eintreffende Polizei tötet die Gangster. Tommy und Vicki sind frei.

## Hintergrund
Das Mädchen aus der Unterwelt startete am 28. Oktober 1958 in den USA und am 27. November 1959 in den Kinos der BRD.
Trotz seines späten Entstehungszeitpunkts, der von starken Rottönen dominierten Farbfotografie und dem optimistischen Ende wird Das Mädchen aus der Unterwelt von manchen Filmhistorikern dem klassischen Film noir (ca. 1941–1958) zugerechnet.

## Kritik
„Das Mädchen aus der Unterwelt beweist wieder einmal, dass ein bewährtes Filmrezept nur schwer totzukriegen ist. Man sollte festhalten, dass Das Mädchen aus der Unterwelt angenehm in Farben und CinemaScope verpackt und professionell von Regisseur Nicholas Ray und Produzent Joe Pasternak umgesetzt ist. […] Es gibt wenig Neues oder Aufregendes an diesem Mädchen aus der Unterwelt, trotz der Fallen die man ihm stellt und der gelegentlichen Schießereien ringsherum.“

„Trotz des schwachen Drehbuchs ist Rays Handhabung von Farbe und Scope-Format meisterhaft wie eh und je. […] Gedanken und Gefühle werden in atemberaubende Bilder umgesetzt.“

„Vordergründig eine geschickte Mischung aus Gangsterdrama und Revuefilm, die sich jedoch besonders durch ihre faszinierende Farbdramaturgie als Allegorie über Fragen der Selbstverwirklichung und der Gewalttätigkeit verstehen läßt.“